# ريسوفاتس (بوسانسكي بتروفاتس)
ريسوفاتس (بالبوسنوية: Risovac)‏ هي قرية في البوسنة والهرسك. وهي تقع على أراضي بلدية بوسانسكي بتروفاتس التابعة لكانتون يونا-سانا في اتحاد البوسنة والهرسك. طبقا لنتائج تعداد البوسنة عام 2013 فقد كان عدد سكانها 60 نسمة.

## التركيبة السكانية

### التطور التاريخي للسكان
| 1961 | 1971 | 1981 | 1991 | 2013 |
| ---- | ---- | ---- | ---- | ---- |
| 780  | 649  | 489  | 379  | 60   |